# Bjästa
Bjästa is een plaats in de gemeente Örnsköldsvik in het landschap Ångermanland en de provincie Västernorrlands län in Zweden. De plaats heeft 1785 inwoners (2005) en een oppervlakte van 204 hectare. De plaats ligt vlakbij, maar niet aan de Botnische Golf. Langs de plaats lopen de Europese weg 4 en de rivier de Nätraån.